# Castellina in Chianti
Castellina in Chianti é uma comuna italiana da região da Toscana, província de Siena, com cerca de 2.666 habitantes. Estende-se por uma área de 99 km², tendo uma densidade populacional de 27 hab/km². Faz fronteira com Barberino Val d'Elsa (FI), Castelnuovo Berardenga, Greve in Chianti (FI), Monteriggioni, Poggibonsi, Radda in Chianti, Tavarnelle Val di Pesa (FI).

## Demografia
| Variação demográfica do município entre 1861 e 2011                               |
|                                                                                   |
| Fonte: Istituto Nazionale di Statistica (ISTAT) - Elaboração gráfica da Wikipedia |